# Barbara Krause
Barbara Krause (Berlim Leste, 7 de julho de 1959) é uma nadadora alemã, ganhadora de três medalhas de ouro em Jogos Olímpicos.
Foi recordista mundial dos 100 metros livres entre 1978 e 1986, dos 200 metros livres em 1978 e dos 400 metros livres em 1976.

## Doping
Krause, como muitos dos atletas da Alemanha Oriental da época, foi dopada por seus treinadores sob a instrução da Stasi Na época dos Jogos Olímpicos de Montreal em 1976, Krause foi forçada a sair a equipe de natação da Alemanha Oriental, porque "os médicos da equipe tinha calculado mal sua dose de drogas e ficaram preocupados que ela poderia ter um resultado positivo nos Jogos".